# Binary Runtime Environment for Wireless
Binary Runtime Environment for Wireless (BREW) — платформа разработки приложений для устройств мобильной связи, разрабатываемая компанией Qualcomm.
Платформа BREW была представлена в 2001 году. Изначально предназначалась для мобильных телефонов стандарта CDMA, где она и находит наиболее широкое применение по сей день. В настоящее время платформа также доступна для телефонов стандарта GSM.
BREW позволяет реализовать широкий класс приложений: игры, программы обмена сообщениями и данными и т. д.
Платформа BREW получила своё дальнейшее развитие в виде платформы Brew Mobile Platform.

## Разработка приложений
Приложения для платформы BREW являются программами в машинном коде и разрабатываются на языках программирования C/C++.
Qualcomm предлагает для свободного скачивания BREW SDK — инструментарий для разработки на платформе Microsoft Windows. В состав инструментария входят:
- документация
- заголовочные файлы
- симулятор (ранее эмулятор)
- примеры приложений с исходным кодом

Кроме BREW SDK, предоставляется также BREW SDK Tools — пакет вспомогательных утилит для разработки (до версии 3.0.3 был частью BREW SDK).
Для разработчиков платформа предоставляет API в стиле COM-интерфейсов, а также платформу их выполнения (виртуальную машину). API предоставляет возможность работы с телефонией, SMS/MMS, адресной книгой, запись и воспроизведение аудио-/видео-/фотоинформации, SVG, сокеты и сетевые технологии, создание пользовательских интерфейсов, криптография, функции работы с датой и временем, базы данных и т. д. Следует заметить, что список возможностей для конкретного устройства определяется его производителем.
Библиотеки, предоставляемые компанией Qualcomm:
- BUIW — библиотека виджетов
- OpenGL ES — 3D-графика
- SQL — работа с базами данных средствами SQL
- Font Extensions — шрифты

Таким образом BREW является аналогом виртуальной машины Java, которая также используется на мобильных устройствах, которые могут одновременно иметь виртуальные машины Java и BREW. Приложения BREW менее требовательны к ресурсам мобильного устройства и могут обращаться к аппаратному обеспечению «напрямую».

## Распространение приложений
Приложения могут распространяться только разработчиками, зарегистрированными в Qualcomm. Минимальная стоимость регистрации, позволяющая разместить в каталоге Qualcomm не более 100 приложений, составляет 400$.
Перед распространением BREW приложение должно пройти тестирование в авторизированном центре тестирования. При положительном прохождении тестов приложению присваивается знак TRUE BREW и оно заносится в каталог компании Qualcomm.
Все приложения распространяются исключительно через операторов связи, являющихся партнёрами Qualcomm. Каждый такой оператор связи самостоятельно выбирает приложения для распространения из списка доступных в каталоге компании Qualcomm и размещает их в своём каталоге, доступном конечному потребителю.
BREW-сервисы доступны в более чем 25 странах: Бразилия, Вьетнам, Индия, Италия, Канада, Китай, Мексика, США, Япония и др. В России они были доступны в сетях Skylink до марта 2010 года.